# The Questions We Ask at Night
The Questions We Ask at Night es un EP del grupo estadounidense de música pop Metro Station, que fue lanzado de manera independiente. Estuvo publicada vía en Internet vía blogs y BitTorrent en el 2007, pero tuvo un mínimo éxito en línea, y la banda no promovió acción.
Cinco de las canciones fueron después regrabadas para su álbum debut Metro Station.

## Lista de canciones
1. "Seventeen Forever" - 2:55
2. "Now That We're Done" - 3:27
3. "Kelsey" - 3:36
4. "California" - 2:42
5. "Goodnight and Goodbye" - 4:02
6. "Disco" - 2:40
7. "The Love That Left You to Die" - 3:08

## Personal
- Trace Cyrus - Vocales, guitarra
- Mason Musso - Vocales, guitarra
- Blake Healy - Bajo, sintetizador
- Anthony Improgo - Batería

- Datos: Q3285240